# Ameivula abaetensis
Ameivula abaetensis là một loài thằn lằn trong họ Teiidae. Loài này được Reis Dias, Rocha & Vrcibradic mô tả khoa học đầu tiên năm 2002.